# Battaglia di Riga
La battaglia di Riga, detta anche battaglia del Jugla, venne combattuta tra il 1º e il 3 settembre 1917 nell'ambito dei più vasti eventi del fronte orientale della prima guerra mondiale.
Le forze dell'8. Armee dell'Impero tedesco, al comando del generale Oskar von Hutier, sferrarono una massiccia offensiva contro le truppe russe schierate a difesa della città di Riga sulla sponda occidentale del fiume Daugava. Utilizzando massicciamente l'artiglieria, gli attacchi con i gas tossici e le nuove tattiche di infiltrazione dei reparti d'assalto Stoßtrupp, le unità di von Hutier fecero rapidamente breccia nelle difese russe, occupando Riga il 3 settembre.

## Antefatti
Il 1º luglio 1917 le forze russe sferrarono una massiccia offensiva nel settore meridionale del lungo fronte orientale. Voluta dal nuovo governo repubblicano insediatosi in Russia dopo l'abdicazione dello zar Nicola II di Russia avvenuta il 15 marzo precedente, e passata alla storia come "offensiva Kerenskij" dal nome del ministro della guerra Aleksandr Fëdorovič Kerenskij che l'aveva fortemente voluta e sostenuta, l'offensiva doveva rilanciare l'immagine della Russia agli occhi degli Alleati occidentali, e dimostrare che la sua determinazione a combattere gli Imperi centrali non era venuta meno dopo i tumultuosi giorni della rivoluzione di febbraio che avevano portato alla dissoluzione del regime monarchico.
L'offensiva, per quanto ben progettata e preparata, si risolse tuttavia in una pesante disfatta per i russi: per quanto non mancassero ancora reparti decisi a combattere, la stragrande maggioranza dei soldati avversava ormai la continuazione della guerra, come del resto la massa della popolazione civile russa. Gli ideali democratici erano penetrati nei ranghi, portando a un collasso della disciplina militare: nella maggior parte delle unità di erano formati "consigli (Soviet) di soldati" nominati dalla truppa, i quali avevano preteso di discutere e votare gli ordini impartiti e di rimuovere gli ufficiali considerati come troppo collusi con la monarchia o semplicemente troppo impopolari; la diserzione era divenuta una pratica comune, con molti soldati che semplicemente lasciavano le linee per rientrare alle proprie case. Una volta che i reparti migliori si furono consumati nelle prime fasi dell'offensiva, le armate russe non furono più in grado non solo di alimentare l'attacco ma anche solo di tenere il fronte: il 19 luglio tedeschi e austro-ungarici contrattaccarono in forze in Galizia, portando a un crollo completo delle linee russe; entro tre giorni gli Imperi centrali avanzarono di più di 30 chilometri in direzione di Ternopil', abbandonata senza combattere dai russi il 25 luglio. Entro il 3 agosto la controffensiva era arrivata fino a Černivci, per poi andare scemando a causa dell'allungamento delle linee di comunicazione e della carenza di truppe fresche con cui alimentarla.

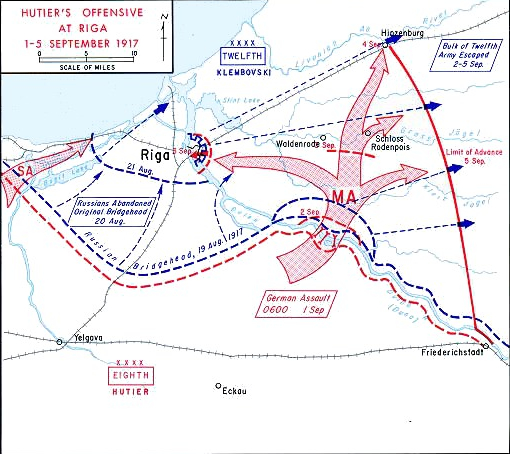
Carta della battaglia con indicate le direttrici dell'offensiva tedesca (in rosso) e della ritirata dei russi (in blu)

I russi furono ricacciati indietro di più di 110 chilometri, un'avanzata senza precedenti in un conflitto caratterizzato dalla guerra di trincea e dalle offensive di logoramento. Pur euforico per il grande successo, l'alto comando degli Imperi centrali sul fronte est (Ober Ost) dovette riconoscere che proseguire con l'offensiva nel settore meridionale del fronte non avrebbe portato a risultati determinanti: alla portata delle forze tedesche e austro-ungariche non si trovava alcun importante obiettivo strategico o area vitale per la Russia, la cui occupazione avrebbe potuto favorire l'uscita del paese dal conflitto; l'alto comando tedesco pretendeva poi di ridurre l'impegno sul fronte orientale per trasferire quante più truppe possibile su quello occidentale, dove una grande offensiva britannica nelle Fiandre stava nel frattempo mettendo sotto pressione le linee tedesche. Il responsabile dell'Ober Ost, il generale tedesco Max Hoffmann, iniziò quindi a ricercare un obiettivo pagante sul piano strategico e che potesse essere attaccato con risorse ridotte, individuandolo infine, all'estremità nord del fronte orientale, nella città di Riga.
All'epoca della prima guerra mondiale Riga era uno dei maggiori centri industriali dell'Impero russo, importante per lo sforzo bellico del paese; capoluogo del Governatorato di Riga, la città era inoltre considerata, dopo Varsavia, come il più importante centro urbano al di fuori delle aree tradizionalmente "russe" dell'Impero. I tedeschi avevano considerato da tempo Riga come un importante obiettivo strategico da conquistare, non solo per il suo valore industriale ma anche come primo passo in vista di un'offensiva più ampia alla volta della capitale russa di Pietrogrado, ma vari piani in tal senso erano stati via via accantonati e la linea del fronte si era fermata a pochi chilometri dalla città. Dopo la vittoriosa offensiva di Gorlice-Tarnów del maggio 1915 e la conseguente "grande ritirata" delle forze russe sul fronte orientale, nel settembre 1915 truppe tedesche avevano occupato la Curlandia fino ad attestarsi lungo la riva meridionale del fiume Daugava a sud-est della città; in mano russa era rimasta tuttavia un'ampia testa di ponte sulla sponda opposta del Daugava lungo la costa del Mar Baltico, a protezione dei sobborghi occidentali di Riga. Pur conoscendo alcuni scontri e offensive, la linea del fronte davanti Riga era poi rimasta sostanzialmente immutata nei mesi seguenti.
Hoffamnn iniziò i preparativi per un'offensiva nella zona di Riga ai primi di agosto, proprio mentre la controffensiva degli Imperi centrali in Galizia andava scemando. Numerosi reparti tedeschi iniziarono a trasferirsi dal settore meridionale a quello settentrionale del fronte orientale in vista dell'attacco, ma su tutto il piano incombeva la spada di Damocle delle esigenze del fronte occidentale: il 21 agosto il generale Erich Ludendorff, comandante in capo di fatto dell'esercito tedesco, telefonò a Hoffmann ordinandogli di accantonare l'attacco e di prepararsi a trasferire quante più truppe possibile a ovest, dove l'offensiva britannica nelle Fiandre stava raggiungendo il culmine; dopo una serie di ordini e contrordini, tuttavia, Ludendorff riconsiderò la situazione e diede il suo assenso all'attacco su Riga, che Hoffmann fissò quindi al 1º settembre seguente.

## La battaglia

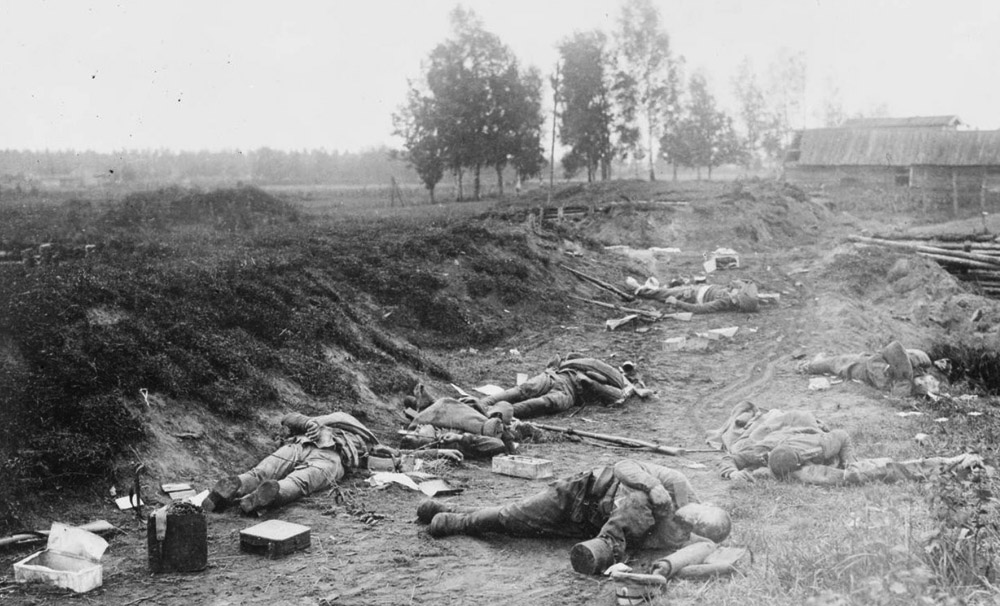
Un gruppo di soldati russi uccisi da un attacco chimico tedesco durante la battaglia

Poco dopo le 09:00 del 1º settembre 1917, l'artiglieria dell'8ª Armata tedesca del generale Oskar von Hutier iniziò il tiro di preparazione sulle linee russe nei pressi di Ikšķile sulla riva del Daugava, circa 30 chilometri più a monte dell'abitato di Riga; il bombardamento tedesco era curato e diretto dal colonnello Georg Bruchmüller, considerato uno dei massimi esperti di artiglieria dell'esercito tedesco: invece di prevedere, come abituale nelle battaglie dell'epoca, un fuoco ininterrotto lungo tutta la linea del fronte e della durata di diversi giorni, Bruchmüller predispose un bombardamento molto violento ma ridotto a sole poche ore prima dell'attacco delle fanterie, concentrando il tiro sui principali centri di resistenza del nemico su cui dovevano essere riversate tonnellate di granate ad alto esplosivo e caricate di aggressivi chimici. Il bombardamento doveva paralizzare i difensori e interromperne le comunicazioni, favorendo il successivo attacco della fanteria tedesca secondo le nuove tattiche messe a punto dallo stesso von Hutier: invece di inviare ondate di uomini ad assaltare le trincee nemiche, von Hutier organizzò nuclei d'assalto più piccoli ma dotati di una forte potenza di fuoco fornita da mitragliatrici leggere, lanciafiamme e mortai portatili; sfruttando la copertura fornita dal bombardamento, i nuclei d'assalto dovevano infiltrarsi attraverso la linea difensiva nemica e avanzare in profondità fino a raggiungere le postazioni dell'artiglieria avversaria. I centri di resistenza principali incontrati durante l'infiltrazione dovevano essere aggirati e lasciati al rastrellamento delle successive ondate di attacco della fanteria.
La 12ª Armata russa del generale Dmitri Parskij schierava inizialmente due corpi d'armata (il II e il VI Corpo d'armata siberiano) nella testa di ponte a occidente del Daugava e un terzo corpo d'armata (Il XLIII Corpo) lungo il corso del fiume. Ai russi non erano sfuggiti i preparativi tedeschi e l'attacco non giungeva inaspettato: Parskij aveva iniziato a ridurre la consistenza delle forze schierate nella vulnerabile testa di ponte e rinforzato i ranghi del XLIII Corpo del generale Vasilij Boldyrev, ammassando una riserva di quattro divisioni di fanteria e una brigata di Fucilieri lettoni per condurre contrattacchi contro gli attraversamenti della Daugava da parte dei tedeschi. Le unità della 12ª Armata erano comunque afflitte da un morale molto basso, e soverchiate quanto a potenza di fuoco: ai 1100 pezzi d'artiglieria impiegati dai tedeschi nell'offensiva Parskij non poteva opporre che soli 66 cannoni, messi ben presto a tacere dal fuoco nemico.

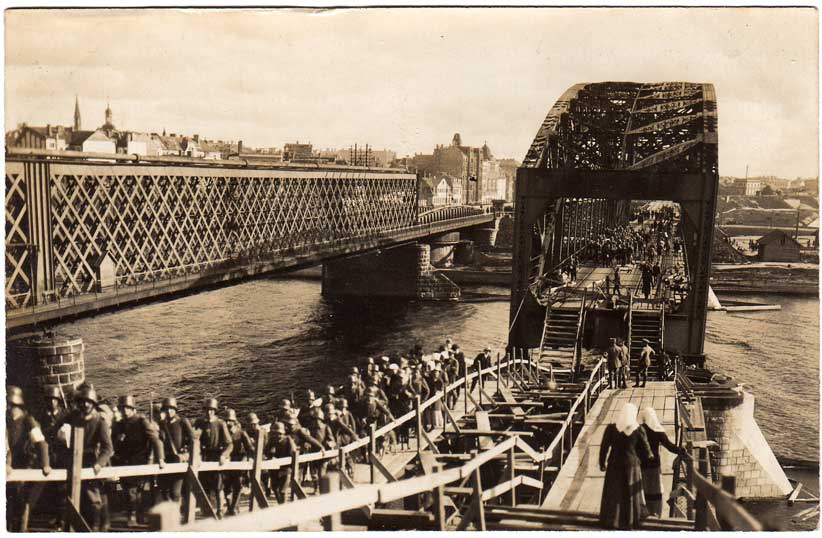
Truppe tedesche passano il Daugava attraverso un ponte ferroviario danneggiato nei sobborghi di Riga

Coperti dal bombardamento, elementi di tre divisioni tedesche (la 202ª e la 203ª Divisione fanteria e la 19ª Divisione della riserva) attraversarono il Daugava nei dintorni di Ikšķile a bordo di piccole imbarcazioni, stabilendo rapidamente una solida presa sulla sponda opposta; reparti di genieri si affrettarono a gettare passaggi sul corso del fiume, ed entro il primo pomeriggio il grosso delle forze tedesche iniziò a passare il Daugava sopra tre ponti di barche. Le avanguardie tedesche avevano nel frattempo continuato a progredire e a sera erano arrivate fino alla sponda del fiume Jugla, otto chilometri più a nord del corso del Daugava; visto che l'avanzata iniziale aveva incontrato una resistenza molto debole, e che la ricognizione aerea riferiva di grossi gruppi di soldati russi intenti a ritirarsi da Riga verso est, von Hutier stabilì nuove direttrici di marcia per i tre corpi d'armata che andavano schierandosi nella testa di ponte oltre il Daugava: sulla sinistra il VI Corpo del generale Julius Riemann doveva discendere il corso del Daugava e procedere alla volta dell'abitato di Riga; al centro il LI Corpo del generale Albert von Berrer doveva spingersi oltre il corso del Jugla e procedere verso nord-est al fine di tagliare la via di ritirata delle forze russe da Riga; sulla destra infine il XXIII Corpo della riserva del generale Hugo von Kathen doveva proteggere il fianco dell'avanzata tedesca da qualunque contrattacco russo fosse venuto da est.
Sul fronte russo Parskij rinunciò ben presto all'idea di contrattaccare la testa di ponte tedesca sul Daugava, e ordinò piuttosto al XLIII Corpo di Boldyrev di trincerarsi a difesa del corso del Jugla e di tenere la linea il più a lungo possibile per permettere l'evacuazione da Riga del resto della 12ª Armata. I tedeschi ripresero quindi l'attacco la mattina del 2 settembre: appoggiato sulla destra dal XXIII Corpo della riserva, il LI Corpo di von Berrer sferrò una serie di attacchi alle linee russe lungo il Jugla, incontrando però una feroce resistenza; benché sottoposte a pesanti bombardamenti d'artiglieria, attacchi con armi chimiche e mitragliamenti aerei, le unità russe e in particolare i fucilieri lettoni contesero palmo a palmo il terreno ai tedeschi, che solo nel pomeriggio riuscirono a stabilire delle teste di ponte sulla sponda opposta del fiume. Il VI Corpo di Riemann incontrò invece una resistenza molto più debole nella sua marcia verso ovest lungo la sponda del Daugava, e dopo un'avanzata di 16 chilometri al tramonto era ormai arrivato in vista dei sobborghi di Riga. Riemann fermò le sue unità per la notte e per preparare un attacco in grande stile al vasto agglomerato urbano, ma quando i tedeschi ripresero ad avanzare la mattina del 3 settembre la resistenza russa si era dissolta: Riga fu occupata praticamente senza combattere, tra l'entusiasmo della locale minoranza dei tedeschi del Baltico e la freddezza più generale del grosso della popolazione di origine lettone.
Quello stesso 3 settembre anche il LI Corpo di von Berrer riprese i suoi attacchi lungo il corso del Jugla, dove la resistenza del XLIII Corpo russo stava ormai crollando: le unità migliori del corpo d'armata avevano subito pesanti perdite (la brigata dei fucilieri lettoni ebbe più di metà dei suoi effettivi messi fuori combattimento), e le unità di rincalzo avevano molta poca voglia di combattere. Parskij ordinò una ritirata generale, che si trasformò ben presto in una rotta: la 12ª Armata russa si disintegrò in una massa indistinta di uomini, e benché la maggior parte dei suoi effettivi fosse riuscita a sfuggire dall'accerchiamento grandi quantità di equipaggiamento militare, cannoni, veicoli e materiali di tutti i tipi furono abbandonati sul campo. I tedeschi incalzarono i russi in ritirata fino a quasi 30 chilometri a est di Riga, per poi fermarsi e consolidare le loro conquiste.

## Conseguenze

Mitragliatrici e mortai russi catturati dai tedeschi dopo la presa di Riga

La battaglia di Riga si risolse in un buon successo per i tedeschi: a fronte di 4200 tra morti e feriti nei ranghi tedeschi, von Hutier inflisse più di 25000 perdite ai russi, tra cui 9000 prigionieri di guerra, oltre a catturare buona parte dell'artiglieria della 12ª Armata. La prontezza di Parskij salvò dall'accerchiamento e dalla cattura un maggior numero di truppe russe, ma l'importante centro industriale di Riga dovette essere abbandonato in mano al nemico, un duro colpo al più che mai traballante prestigio militare russo e al morale della nazione; ciò portò a dure discussioni e recriminazioni in campo russo: la Stavka indicò apertamente nel suo bollettino ufficiale la mancanza di disciplina dei reparti come causa primaria della disfatta, portando il Soviet della 12ª Armata a far pubblicare sui giornali un comunicato di protesta in cui gli eventi della battaglia venivano rappresentati in un'ottica molto più eroica a favore dell'armata.
Il più grande timore dei russi era che l'attacco a Riga fosse solo la prima parte di una più vasta offensiva tedesca in direzione di Pietrogrado: la linea del Daugava era stata sempre considerata come la più solida posizione difensiva sulla strada più diretta alla volta di Pietrogrado, e il collasso della 12ª Armata lasciava in pratica scoperta la via per la capitale. Hoffamm aveva più che l'intenzione di portare la minaccia più vicina alla capitale russa, ma Ludendorf pose il veto a ulteriori progetti in tal senso dell'Ober Ost; altre unità tedesche dovevano essere richiamate dal fronte est per rinforzare il fronte ovest e quello italiano, e se anche a Hoffamm fossero state lasciate divisioni a sufficienza per montare un'offensiva verso Pietrogrado essa non era desiderabile. Sul piano militare l'avanzata attraverso le campagne della Lettonia e dell'Estonia non presentava grossi ostacoli di sorta, ma una volta giunti a Narva il terreno da coprire per proseguire verso Pietrogrado diventava paludoso, il che, combinato con l'inverno imminente, avrebbe ostacolato più che mai i rifornimenti per le forze tedesche; sul piano politico, poi, portare un attacco diretto a Pietrogrado portava a varie incognite: il grosso dei russi desiderava la pace e non mostrava più l'intenzione di battersi con determinazione, ma avrebbe potuto ricompattarsi se i tedeschi avessero portato la minaccia al luogo d'origine della rivoluzione repubblicana.
Hoffmann decise quindi di limitare le sue mosse successive alla consolidazione della presa di Riga: onde riaprire il porto della città ai trasporti navali e migliorare la catena logistica dei tedeschi, il 12 ottobre fu organizzata un'operazione di assalto anfibio (operazione Albion) alle isole di Saaremaa e Hiiumaa che chiudevano l'accesso al golfo di Riga.